# Lipowiec (Szczytno)
Lipowiec (deutsch Lipowitz, 1933 bis 1945 Lindenort) ist ein Dorf in der polnischen Woiwodschaft Ermland-Masuren. Es gehört zur Gmina Szczytno (Landgemeinde Ortelsburg) im Powiat Szczycieński (Kreis Ortelsburg).

## Geographische Lage
Lipowiec liegt in der südlichen Mitte der Woiwodschaft Ermland-Masuren, 15 Kilometer südöstlich der Kreisstadt Szczytno (deutsch Ortelsburg).

## Geschichte
Das seinerzeit Radzien (vor 1742 Rasin, nach 1820 Lipowietz, nach 1828 Lipowice) genannte Dorf galt als ältestes Schatulldorf der hiesigen Gegend und wurde vom Großen Kurfürsten 1666 angelegt. In der Handfeste heißt es, man hätte „dem preußischen Untertan Woytek Kowal ungeräumtes Wildnisland … in Gnaden eingeräumt und übergeben mit der Weisung, ein Dorf anzulegen …“
Zur Zeit der Großen Pest (1709 bis 1711) hatte Lipowitz sehr zu leiden und einhundert Tote zu beklagen.
Im Jahre 1787 findet sich der Hinweis, dass in Lipowitz die „Vermögensumstände nur dürftig“ waren. Von 1874 bis 1945 war Lipowitz in den Amtsbezirk Luckabude (1938 bis 1945 Luckau, polnisch Łuka) im ostpreußischen Kreis Ortelsburg eingegliedert. Ende des 19. Jahrhunderts entstanden die ersten Ausbauhöfe von Lipowitz, so 1879 Klein Lipowitz (1933 bis 1945 Klein Lindenort, polnisch Lipowiec Mały).
Lebte man bisher in Lipowitz äußerst bescheiden, so änderte sich das um die Wende des 19./20. Jahrhunderts. Das von Friedrich Wilhelm Raiffeisen entwickelte System ländlicher Genossenschaften wurde in Lipowitz durch die Gründung der Darlehnskasse 1900, des Landwirtschaftlichen Vereins und der Raiffeisen-An-und-Verkaufsgenossenschaft (1910/11) sehr früh realisiert und führte spürbar zu mehr Wohlstand der Gemeinde in den darauffolgenden Jahrzehnten.
Im Jahre 1910 zählte Lipowitz 1.241 Einwohner. Am 31. Mai 1933 wurde Lipowitz aus politisch-ideologischen Gründen der Abwehr fremdländisch klingender Ortsnamen in „Lindenort“ umbenannt. Im gleichen Jahr belief sich die Zahl der Einwohner auf 1.197, und 1939 auf 1.226.
Als 1945 in Kriegsfolge das gesamte südliche Ostpreußen an Polen überstellt wurde, war auch Lipowitz resp. Lindenort davon betroffen. Das Dorf erhielt die polnische Namensform „Lipowiec“ und ist heute mit dem Sitz eines Schulzenamtes (polnisch Sołectwo) eine Ortschaft im Verbund der Landgemeinde Szczytno (Ortelsburg) im Powiat Szczycieński (Kreis Ortelsburg), bis 1998 der Woiwodschaft Olsztyn, seither der Woiwodschaft Ermland-Masuren zugehörig. Im Jahre 2011 zählte Lipowiec 916 Einwohner. Am 18. Juni 2016 feierte man in Lipowiec zusammen mit ehemaligen Einwohnern und einem großen Festprogramm das 350-jährige Bestehen des Ortes.

## Wacholder-Allee
An der Forststraße von Lipowiec nach Jakobowy Borek (Jakobswalde) befindet sich eine Wacholder-Allee (polnisch Aleja jałowców), bestehend aus über zwanzig Büschen und Bäumen. Ihre Höhe erreicht mehrere Meter. Schon vor 1945 war dort der Wacholderbaum berühmt, der mit zwölf Metern Höhe als der größte in Europa galt. Mit einem Umfang von etwa zwei Metern trocknete er allerdings um das Jahr 2000 aus und wurde gefällt. Anfangs als Bank für Touristen entlang der Straße angelegt, wurde er im Laufe der Zeit als Brennmaterial gestohlen, so dass nur noch tote Überreste übrigblieben. Der Wacholderstrauch, ostpreußisch „Kaddig“ genannt, ist eine sehr anspruchslose Pflanze, die auf magerem Sandboden gedeiht und auch heute noch als Unterholz in den weiten Wäldern des ehemaligen Ostpreußens vorkommt.
Die Wacholder-Allee liegt an dem von Naturdenkmälern gesäumten Szlak Mazursko-Kurpiowski („Masurisch-Kurpischer Weg“).

## Kirche

### Römisch-katholisch

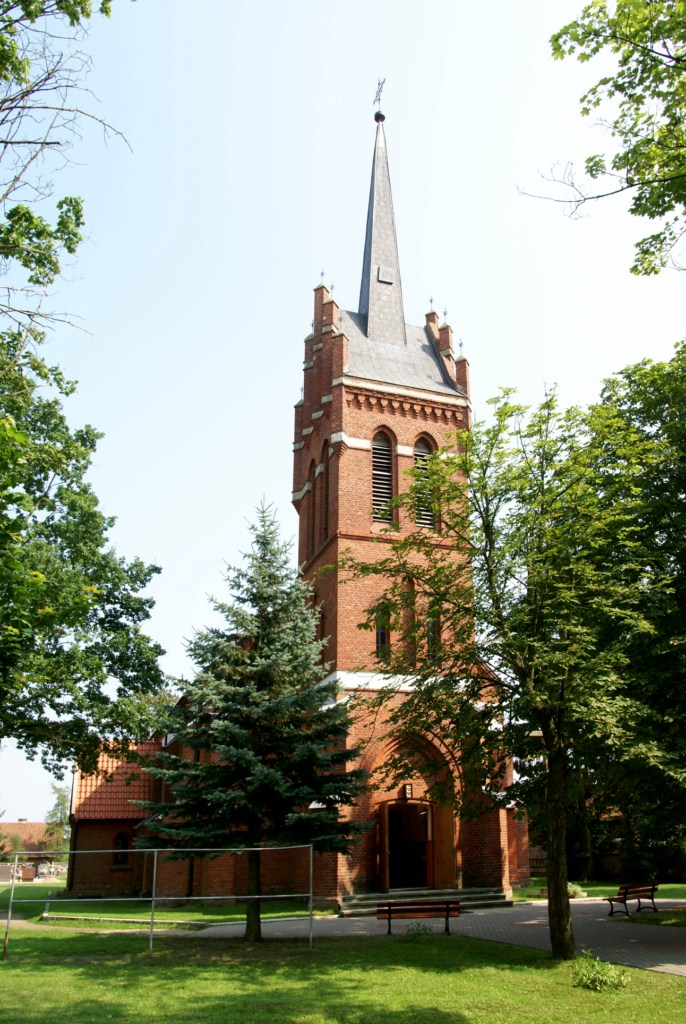
Die katholische Kirche in Lipowiec

Die römisch-katholische St.-Valentin-Kirche wurde ab 1892 als Filialkirche der Pfarrei Groß Leschienen (polnisch Lesiny Wielkie) erbaut und 1896 geweiht. Die neugotische Innenausstattung stammt noch aus der Gründerzeit. Architekt war Friedrich Heitmann, von dem auch andere Kirchen der Umgebung stammen.
Vor 1945 war die Gemeinde Lipowitz resp. Lindenort in das Dekanat Masuren I (Sitz: Angerburg) im damaligen Bistum Ermland eingegliedert. Heute gehört die Pfarrei zum Dekanat Rozogi (Friedrichshof) im Erzbistum Ermland.

### Evangelisch
Wenige Jahre nach der katholischen Kirche wurde in Lipowitz 1905/06 auch eine evangelische Kirche errichtet. Sie war eine der ostpreußischen Jubiläumskirchen, die anlässlich des 200-jährigen Bestehens des Königreichs Preußen erbaut und am 5. Oktober 1906 eingeweiht wurde. Es handelte sich um einen massiven Bau auf Feldsteinfundament mit Chorturm. Die Kirche hatte im Inneren ein geschnitztes Holzkreuz aus Tirol. Die Orgel war ein Werk des Orgelbaumeisters Bruno Goebel in Königsberg (Preußen). Im Winter 1945 wurde das Gotteshaus von sowjetischen Soldaten niedergebrannt. Die Überreste wurden 1957 bis auf die Grundmauern abgerissen.
Die Kirchengemeinde Lipowitz bestand seit 1898. Sie war patronatslos und zählte 2.750 Gemeindeglieder im Jahre 1925. Die Pfarre war in den Superintendenturbezirk Ortelsburg im Kirchenkreis Ortelsburg in der Kirchenprovinz Ostpreußen der Kirche der Altpreußischen Union eingegliedert.
Bis 1945 gehörten außer dem Pfarrort noch zehn Dörfer und kleinere Orte zum Kirchspiel Lipowitz/Lindenort:
Finsterdamerau (polnisch Ciemna Dąbrowa), Jakobswalde (polnisch Jakubowy Borek), Kelbassen (1935 bis 1945 Wehrberg, polnisch Kiełbasy), Klein Lipowitz (1933 bis 1945 Klein Lindenort, polnisch Lipowiec Mały), Klein Radzienen (1938 bis 1945 Kleinhügelwalde, polnisch Zieleniec Mały), Lysack (1933 bis 1945 Kahlfelde, polnisch Łysak), Purda (1933 bis 1945 Lindenort Ost, polnisch Purda Szczycieńska), Sabiellen (1938 bis 1945 Hellengrund, polnisch Zabiele), Wallen (polnisch Wały) und Wessolygrund (1933 bis 1945 Freudengrund, polnisch Piecuchy).
Als evangelische Geistliche amtierten in Lipowitz/Lindenort die Pfarrer:
- Paul Walter Brzezinski, 1894–1896
- Wilhelm Wiontzeck, 1896–1910
- Robert Grigo, 1911–1922
- Ewald Rehfeld, 1923–1925
- Werner Lekies, 1929
- Ernst Schwartz, 1930–1934

Heute in der Region Lipowiec wohnende evangelische Kirchenglieder gehören zur Kirche in Szczytno, die der Diözese Masuren der Evangelisch-Augsburgischen Kirche in Polen zugeordnet ist.

## Schule
Die Volksschule in Lipowitz war während der Regierungszeit Friedrich Wilhelms I. gegründet worden. Sie erhielt 1932/33 ein neues Schulgebäude. 1939 wurde hier in vier Klassen unterrichtet.

## Verkehr
Lipowiec liegt an einer Nebenstraße, die bei Młyńsko von der polnischen Landesstraße 53 (einstige deutsche Reichsstraße 134) abzweigt und bis nach Łuka (Luckabude, 1938 bis 1945 Luckau) führt. Außerdem verbinden kleinere Nebenstraßen den Ort mit den Nachbardörfern. Eine Anbindung an den Bahnverkehr besteht nicht.

## Persönlichkeiten
- Helmut Kupski (* 7. April 1932 in Lipowitz), deutscher Politiker (CDU), NRW-Landtagsabgeordneter (SPD)